# Joaquim Torrents i Lladó
Joaquim Torrents i Lladó (Badalona, 11 de febrer de 1946-Palma, 6 d'octubre de 1993) va ser un pintor català establert a Palma. Va destacar sobretot com a retratista d'importants personalitats, així com a paisatgista, un camp que li va donar renom internacional.

## Biografia
Va començar la seva formació de dibuix i pintura als nou anys a l'Acadèmia Valls de Barcelona. D'acord amb el relat familiar, Torrents tenia dificultats amb els estudis i amb el suport d'un psiquiatra, la família va decidir inscriure'l a classes de pintura, una solució que va resultar ben reeixida. Entre 1961 i 1966 va continuar els estudis de Belles Arts a l'Escola Superior Sant Jordi de Barcelona, on el darrer any va ser nomenat professor adjunt. No obstant això, allunyat de postures academicistes, va refusar el càrrec. Mentre estudiava també va obtenir diversos premis que li van fer merèixer una beca de la Fundació Amigó-Cuyàs.
Va instal·lar-se a Mallorca el 1968 i hi va romandre fins a la seva mort. A Palma va fundar l'Escola Lliure del Mediterrani el 1977, adreçada fonamentalment a estudiants de dibuix i pintura. Val a dir que els seus inicis artístics van estar vinculats al món del teatre i l'espectacle, com a regidor escènic i decorador teatral, però que finalment va abandonar per la pintura. Després d'una etapa abstracta, Torrents va destacar sobretot com a retratista, encara que és d'esment que durant la seva joventut va fer nombrosos retrats especialment per guanyar-se la vida, perquè era una gènere molt comercial, mentre que cap als darrers anys va anar reduint el nombre d'encàrrecs que feia. En qualsevol cas, la seva obra va donar-li molt de prestigi i renom a nivell internacional. Al llarg de la seva vida va retratar moltes personalitats i membres de la reialesa de diversos països europeus. Alguns dels noms són Joan Carles I d'Espanya, Maurice Chevalier, Josep Tarradellas, Carolina de Mònaco o el baró Thyssen. Són molt coneguts també els colorits paisatges del mediterrani, que treballà intensament, que li van valer reconeixement internacional. Va fer exposicions arreu d'Europa i Estats Units, arribant a exposar al Japó els darrers anys de vida.

## Homenatges
El 1999, Badalona, la seva ciutat natal, va posar el seu nom a una plaça al barri de Bufalà.
El 2002 el Govern Balear i la Fundació que porta el seu nom van decidir obrir al públic els seus domicili i estudi com a casa-museu, que finalment va inaugurar-se el març de 2003. La casa, situada al carrer de la Portella, contenia 120 obres de Torrents com a exposició permanent, entre olis, dibuixos, aquarel·les, escultures i altres objectes personals de l'artista. Vers 2012, el museu, gestionat per un consorci entre ambdues entitats, va haver de tancar a causa de problemes de caràcter econòmic i també amb l'edifici.